# Sainte-Marguerite-de-Lingwick
Sainte-Marguerite-de-Lingwick est un hameau ou village du canton de Lingwick dans Le Haut-Saint-François, au Québec (Canada).
Sainte-Marguerite est la plus grosse agglomération de Lingwick, et le siège de son administration municipale.

## Toponymie
La première particule du nom de l'agglomération honore Marguerite d'Écosse, reine d'Écosse au xie siècle. La seconde particule indique que le village est implanté dans le canton de Lingwick, toponyme rappelant l'Écosse et désignant, en gaélique, un hameau couvert de bruyère.

## Histoire
Tandis que Lingwick est peuplé essentiellement d'habitants d'origine écossaise, les premiers Canadiens français s'installent dans le canton en 1886. En 1891, on recense 72 francophones, tandis que les anglophones forment 93 % de la population cantonale,.

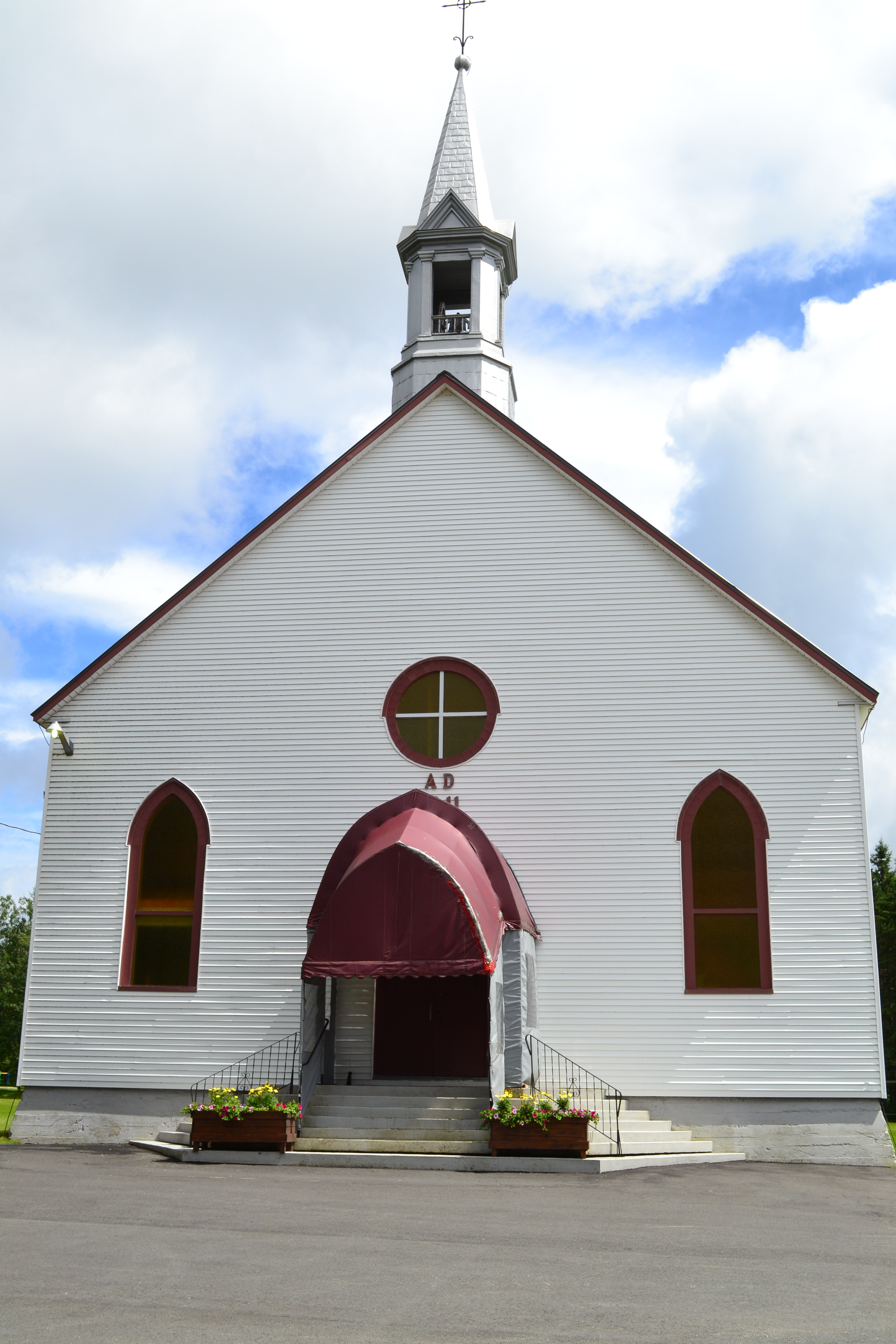
L'église Sainte-Marguerite est construite en 1911.

La paroisse canonique de Sainte-Marguerite est fondée en 1908. En 1911, un colon écossais accepte de vendre une partie de son terrain pour la construction d'une église catholique.
Un bureau de poste est ouvert en 1965.
Au cours du xxe siècle, le village de Sainte-Marguerite-de-Lingwick prend peu à peu de l'importance au détriment de son voisin Gould, au fur et à mesure du dépeuplement anglophone dans le canton.